# Parafia Najświętszego Serca Pana Jezusa w Jastrzębiu-Zdroju
Parafia pw. Najświętszego Serca Pana Jezusa w Jastrzębiu-Zdroju – rzymskokatolicka parafia w dekanacie jastrzębskim w archidiecezji katowickiej.

## Opis
Parafia w Zdroju została wydzielona z najstarszej parafii w Jastrzębiu-Zdroju parafii św. Katarzyny. 
Powstała wraz z kościołem 10 czerwca 1951 roku, przejmując we władanie działający w uzdrowisku dawny zakład leczniczy dla dzieci katolickich – Zakład Najświętszej Marii Panny. 
Od 1951 do 1955 r. parafia należała do dekanatu wodzisławskiego, następnie weszła w skład dekanatu Jastrzębie-Zdrój.
Główną świątynią parafii jest kościół parafialny pw. Najświętszego Serca Pana Jezusa (ul. 1 Maja 36). Poza kościołem w parafii funkcjonują także:
- kaplica św. Józefa w domu zakonnym Sióstr Boromeuszek (ul. 1 Maja 34a,);
- kaplica Podwyższenia Krzyża Świętego w domu zakonnym Sióstr Służebniczek NMP (ul. 1 Maja 84);
- kaplica Niepokalanego Serca Maryi w domu zakonnym Sióstr Córek Bożej Miłości (ul. Pszczyńska 11).

## Proboszczowie
- ks. Robert Przewodnik duszpasterz (1949–1951), kuratus (1951–1957)
- ks. Józef Ryszka kuratus (1957–1959)
- ks. Piotr Jasiok kuratus (1959–1969)
- ks. Anzelm Skrobol wikariusz-ekonom (1969-1971), proboszcz (1971–1990)
- ks. Antoni Pudlik administrator (1990–1991), proboszcz (1991–2018)
- ks. Dariusz Neterowicz administrator (2018), proboszcz (od 2019)